# Kilencfarkú macska

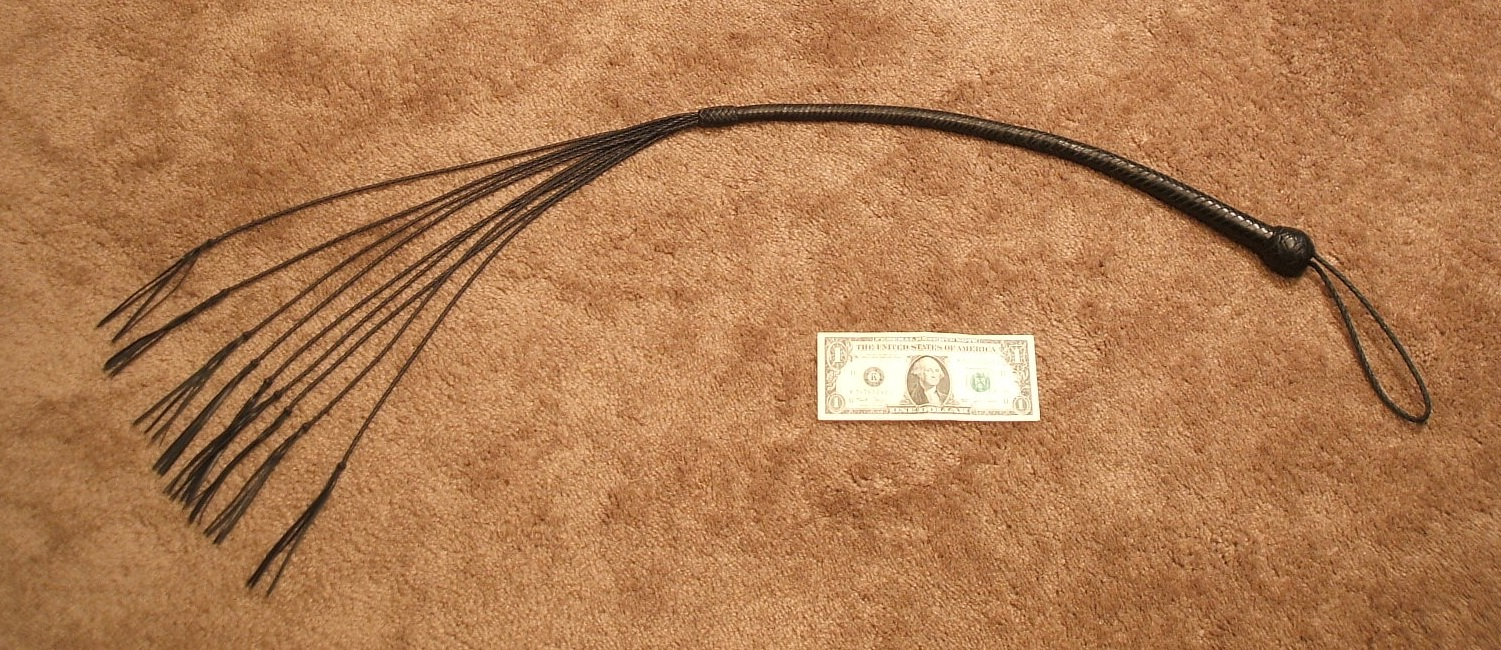

A kilencfarkú macska egy korbács, amivel az engedetlen matrózokat büntették meg. Főként a brit tengerészetnél volt elterjedt. Neve onnan ered, hogy az ostorszíjak végén levő ólomdarabok macskakarmolásokhoz hasonló sérüléseket okoztak; úgy felszaggatták az áldozat bőrét és húsát, mint a mérges macska karmai. Angolul elsőként 1695-ből maradt fenn említése. Neve a legtöbb nyelven ugyanezt jelenti vagy valami hasonlót (hollandul pl. hétfarkú).

## Alkalmazása
A tengerészetnél a közvélekedéssel ellentétben nem a legrettegettebb büntetés volt, mert mivel kötélből készült, kevesebb fájdalmat okozott, mint a bőrkorbács.[forrás?] Használatát a kapitány vagy hadbíróság rendelhette el, és a legénységet is összehívták, hogy tanúja legyen a büntetésnek.
A napóleoni háborúk idején kb. 60 cm hosszú, 2,5 cm átmérőjű kötelekből állt, és minden egyes veréshez újat készítettek. A trafalgari csata idején magának az elítélt tengerésznek kellett elkészítenie.

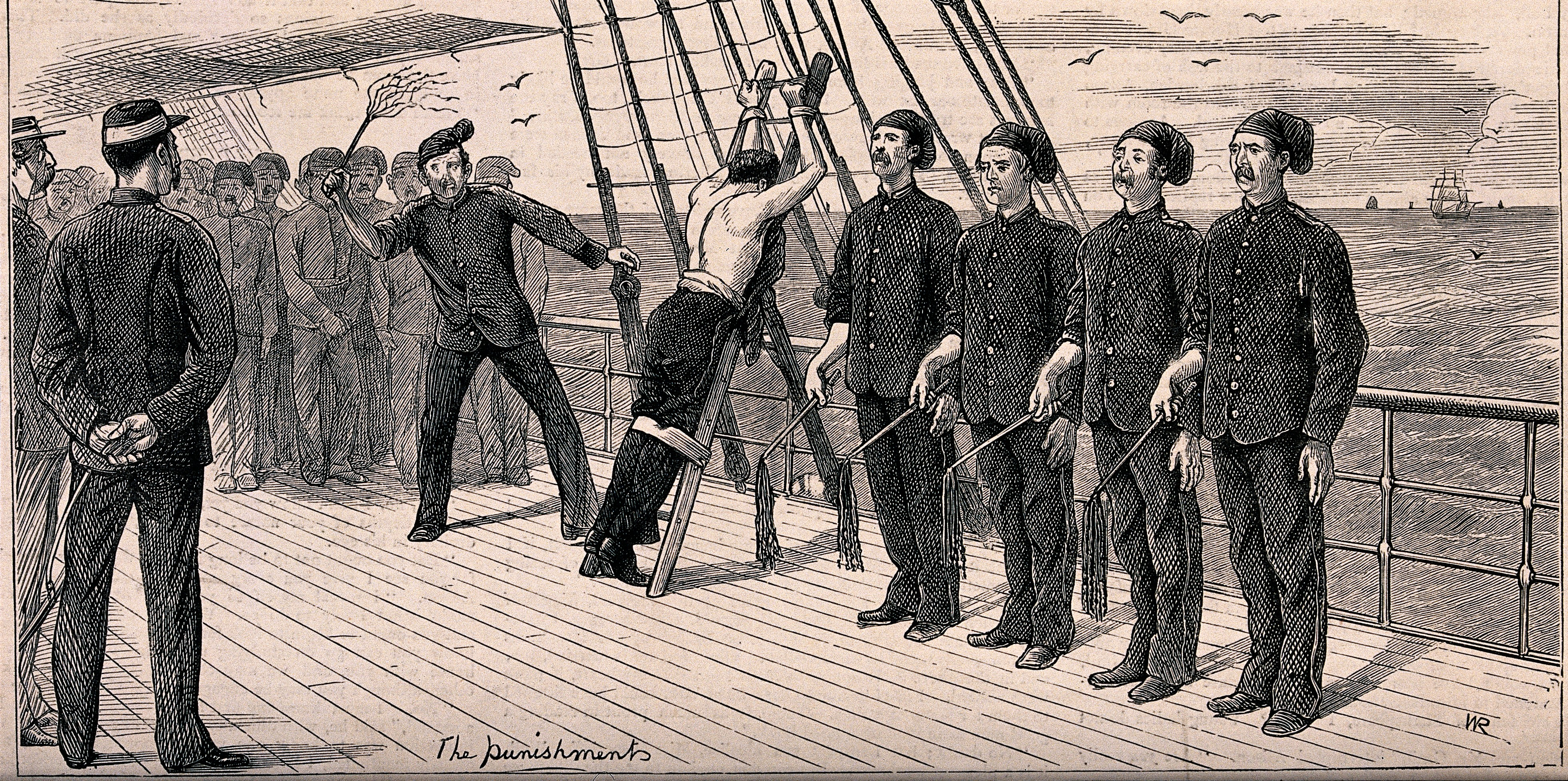
Kikötözött matróz korbácsolása kilencfarkú macskával

A legszigorúbbnak az számított, ha valakit a flotta általi megkorbácsolásra ítéltek: ilyenkor hajóról hajóra hurcolták, és az ütéseket úgy osztották szét, hogy mindenhol kapjon belőle és minden hajó legénysége lássa. A legsúlyosabb bűnökért, mint lázadásért vagy lázításért több száz ütést róttak ki, a büntetés végrehajtása sokszor eltartott hónapokig vagy évekig is, mert egyszerre csak addig ütötték, ameddig a hajóorvos engedélyezte.
A brit hadseregnél 1870 utántól nem használták, börtönökben azonban még jó ideig; egy 1951-es rendelet utasítja a brit férfibörtönöket, hogy csak előzetesen ellenőrzött, központilag gyártott kilencfarkú macskát használhatnak. Ez valószínűleg korábbi gyakorlatot erősít meg. Használatos volt az ausztrál börtönkolóniákon is.
Az Egyesült Királyságban 1948-ban betiltották büntetésként való használatát, de Ausztráliában 1957-ben még használták, és több volt gyarmati országban ma is használatban van.[forrás?]